# Аркет ан Вал
Аркет ан Вал (фр. Arquettes-en-Val) насеље је и општина у јужној Француској у региону Лангдок-Русијон, у департману Од која припада префектури Каркасон.
По подацима из 2011. године у општини је живело 97 становника, а густина насељености је износила 10,42 становника/km². Општина се простире на површини од 9,31 km². Налази се на средњој надморској висини од 200 метара (максималној 561 m, а минималној 195 m).

## Демографија
| 1962. | 1968. | 1975. | 1982. | 1990. | 1999. | 2011. |
| ----- | ----- | ----- | ----- | ----- | ----- | ----- |
| 172   | 148   | 114   | 118   | 111   | 96    | 97    |

График промене броја становника у току последњих година